# Heikki Haara
Heikki Haara (Lahti, 20 de novembro de 1982) é um futebolista finlandês que já atuou no FC Lahti, Wimbledon F.C., FC Jokerit, e AC Allianssi.